# Arkham Horror
Arkham Horror je kooperativní desková hra, určená pro 1 až 8 hráčů. Je založená na Mýtu Cthulhu H. P. Lovecrafta. Hra postupně vyšla ve třech různých edicích. Hráči se ujímají role vyšetřovatelů, kteří se snaží zabránit probuzení Prastarého.

## 1. edice
První edice byla vydána roku 1987 vydavatelstvím Chaosium. Hráči se pohybují po městě Arkham pomocí hodu kostkou. Mohou navštěvovat různé lokace, ve kterých může dojít k nějaké události. Výsledek takové události je určen hodem kostkou, přičemž pravděpodobnost úspěchu je určena různými atributy postavy. Hráči také bojují s monstry. Během hry se v Arkhamu otevírají dimenzionální brány, skrz které přicházejí monstra. Cílem hráčů je všechny tyto brány zavřít, kvůli čemuž musejí nejprve bránou projít a prozkoumat svět, do kterého vede. Pokud se hráčům povede zavřít všechny brány, vyhrávají. Pokud se však otevře příliš mnoho bran, prohrávají.

## 2. edice
Druhá edice byla vydána roku 2005 vydavatelstvím Fantasy Flight Games. Oproti první edici hra prošla řadou změn. Především už pohyb hráčů po Arkhamu není určen hodem kostkou, ale jedním z atributů jejich postavy. Hráči také mohou atributy své postavy měnit během hry. Navíc, pokud se hráčům nepodaří včas uzavřít všechny brány a Prastarý se probudí, mohou jej ještě porazit v závěrečné bitvě. Jinak je ale průběh hry podobný první edici. Tato edice byla lokalizována a vydána v česku vydavatelstvím Blackfire.

### Rozšíření
- Dunwich Horror (vyšlo v češtině)
- Innsmouth Horror
- Kingsport Horror
- Miskatonic Horror
- Curse of the Drak Pharaoh (vyšlo v češtině jako Prokletí temného faraona)
- King in Yellow
- The Black Goat of the Woods
- The Lurker at the Threshold[1]

## 3. edice
Třetí edice byla vydána roku 2018 vydavatelstvím Fantasy Flight Games. Stejně jako druhá edice byla lokalizována a vydána v česku vydavatelstvím Blackfire. Od druhé edice se liší výrazně více, než se od sebe lišily první a druhá edice. Některé základní principy zůstávají stejné, ale průběh hry je značně odlišný. Hra má několik scénářů, které určují cíle hráčů, použité události a monstra. Hrací plán již není pevně daný, ale je sestavován podle podmínek daných scénářem. Na rozdíl od předchozích dvou edic je hra určena pro 1 až 6 hráčů.

### Rozšíření
- Dead of Night
- Under Dark Waves
- Secrets of the Order[2]